# Artistique-Europameisterschaft 2017

Logo CEB (ausrichtender Verband)

Veranstaltungsort: Brandenburg / Havel

Die Billard-Artistique-Europameisterschaft 2017 war das 46. Turnier in dieser Disziplin des Karambolagebillards und fand vom 4. bis zum 7. Mai 2017 in Brandenburg an der Havel statt.

## Modus
Im Turnier (2 Gewinnsätze) gab es eine Qualifikation mit vier Gruppen à vier Spieler.

Die beiden Gruppenbesten und acht gesetzte Spieler qualifizierten sich für die K.-o.-Runde (3 Gewinnsätze).

In der Endtabelle zählt der bessere prozentuale Durchschnitt.

Gewertet wurde wie folgt:
1. MP = Match-Punkte
2. SP = Satz-Punkte
3. % = Prozentual gelöste Figuren

### Qualifikation
| Abschlusstabelle Gruppe A | Abschlusstabelle Gruppe A | Abschlusstabelle Gruppe A | Abschlusstabelle Gruppe A | Abschlusstabelle Gruppe A | Abschlusstabelle Gruppe A | Abschlusstabelle Gruppe A | Abschlusstabelle Gruppe A | Abschlusstabelle Gruppe A |
| Platz                     | Name                      | MP                        | SP                        | Pkt                       | Vers.                     | %                         | Best %                    |                           |
| ------------------------- | ------------------------- | ------------------------- | ------------------------- | ------------------------- | ------------------------- | ------------------------- | ------------------------- | ------------------------- |
| 1                         | Eric Daelman              | 4                         | 7:6                       | 365                       | 600                       | 68,40 %                   | 70,00 %                   |                           |
| 2                         | Benoit Clement            | 4                         | 7:6                       | 306                       | 590                       | 51,86 %                   | 57,77 %                   |                           |
| 3                         | Jean-Luc Miller           | 2                         | 5:7                       | 310                       | 532                       | 58,27 %                   | 62,35 %                   |                           |
| 4                         | László Tóth               | 2                         | 6:6                       | 294                       | 534                       | 55,05 %                   | 75,75 %                   |                           |

| Abschlusstabelle Gruppe B | Abschlusstabelle Gruppe B | Abschlusstabelle Gruppe B | Abschlusstabelle Gruppe B | Abschlusstabelle Gruppe B | Abschlusstabelle Gruppe B | Abschlusstabelle Gruppe B | Abschlusstabelle Gruppe B | Abschlusstabelle Gruppe B |
| Platz                     | Name                      | MP                        | SP                        | Pkt                       | Vers.                     | %                         | Best %                    |                           |
| ------------------------- | ------------------------- | ------------------------- | ------------------------- | ------------------------- | ------------------------- | ------------------------- | ------------------------- | ------------------------- |
| 1                         | Sergio Sánchez            | 6                         | 9:1                       | 299                       | 432                       | 69,21 %                   | 77,14 %                   |                           |
| 2                         | Kévin Tran                | 4                         | 6:5                       | 299                       | 474                       | 63,08 %                   | 78,57 %                   |                           |
| 3                         | Manfred Hekerle           | 2                         | 6:6                       | 265                       | 518                       | 51,15 %                   | 60,00 %                   |                           |
| 4                         | Markus Schuster           | 0                         | 0:9                       | 132                       | 366                       | 36,06 %                   | –                         |                           |

| Abschlusstabelle Gruppe C | Abschlusstabelle Gruppe C | Abschlusstabelle Gruppe C | Abschlusstabelle Gruppe C | Abschlusstabelle Gruppe C | Abschlusstabelle Gruppe C | Abschlusstabelle Gruppe C | Abschlusstabelle Gruppe C | Abschlusstabelle Gruppe C |
| Platz                     | Name                      | MP                        | SP                        | Pkt                       | Vers.                     | %                         | Best %                    |                           |
| ------------------------- | ------------------------- | ------------------------- | ------------------------- | ------------------------- | ------------------------- | ------------------------- | ------------------------- | ------------------------- |
| 1                         | Jop de Jong               | 6                         | 9:6                       | 442                       | 666                       | 66,36 %                   | 74,09 %                   |                           |
| 2                         | Emrah Tac                 | 4                         | 8:5                       | 334                       | 620                       | 53,87 %                   | 59,59 %                   |                           |
| 3                         | Bernd Singer              | 2                         | 6:6                       | 272                       | 516                       | 52,71 %                   | 60,53 %                   |                           |
| 4                         | Werner Grewatsch          | 0                         | 3:9                       | 248                       | 492                       | 50,40 %                   | –                         |                           |

| Abschlusstabelle Gruppe D | Abschlusstabelle Gruppe D | Abschlusstabelle Gruppe D | Abschlusstabelle Gruppe D | Abschlusstabelle Gruppe D | Abschlusstabelle Gruppe D | Abschlusstabelle Gruppe D | Abschlusstabelle Gruppe D | Abschlusstabelle Gruppe D |
| Platz                     | Name                      | MP                        | SP                        | Pkt                       | Vers.                     | %                         | Best %                    |                           |
| ------------------------- | ------------------------- | ------------------------- | ------------------------- | ------------------------- | ------------------------- | ------------------------- | ------------------------- | ------------------------- |
| 1                         | Sander Jonen              | 4                         | 7:5                       | 358                       | 562                       | 63,70 %                   | 73,83 %                   |                           |
| 2                         | Jordi Oliver              | 4                         | 6:4                       | 263                       | 449                       | 58,57 %                   | 64,73 %                   |                           |
| 3                         | Marvin Heinrich           | 2                         | 5:6                       | 294                       | 474                       | 62,02 %                   | 76,66 %                   |                           |
| 4                         | David Keller              | 2                         | 4:7                       | 261                       | 514                       | 50,77 %                   | 53,67 %                   |                           |

### K.-o.-Runde
Im Folgenden ist der Turnierbaum der Finalrunde aufgelistet. Gespielt wurden 28 & 35 Figuren mit Nachstoß. Bei einem Remis wurde die Entscheidung mit Penalty entschieden.
Legende: Matchpunkte (MP) / erzielte Punkte (Punkte) / mögliche Punkte / prozentual erzielte Punkte / HS
|  | Achtelfinale 28 Figuren | Achtelfinale 28 Figuren |                 |                     | Viertelfinale 35 Figuren | Viertelfinale 35 Figuren |  |  | Halbfinale 35 Figuren | Halbfinale 35 Figuren |  |  | Finale 35 Figuren | Finale 35 Figuren |
|  |                         |                         |                 |                     |                          |                          |  |  |                       |                       |  |  |                   |                   |
|  |                         |                         |                 |                     |                          |                          |  |  |                       |                       |  |  |                   |                   |
|  | Serdar Gümüş            | 2/3/131/217/60,36 %     |                 |                     |                          |                          |  |  |                       |                       |  |  |                   |                   |
|  | Benoit Clement          | 0/1/115/217/52,99 %     |                 |                     |                          |                          |  |  |                       |                       |  |  |                   |                   |
|  | Benoit Clement          | 0/1/115/217/52,99 %     | Serdar Gümüş0   | 2/3/104/140/74,28 % |                          |                          |  |  |                       |                       |  |  |                   |                   |
|  |                         |                         | Serdar Gümüş0   | 2/3/104/140/74,28 % |                          |                          |  |  |                       |                       |  |  |                   |                   |
|  |                         |                         |                 |                     | Sergio Sánchez           | 0/0/77/140/55,00 %       |  |  |                       |                       |  |  |                   |                   |
|  | Thomas Ahrens           | 0/0/45/117/38,46 %      |                 |                     | Sergio Sánchez           | 0/0/77/140/55,00 %       |  |  |                       |                       |  |  |                   |                   |
|  | Thomas Ahrens           | 0/0/45/117/38,46 %      |                 |                     |                          |                          |  |  |                       |                       |  |  |                   |                   |
|  | Sergio Sánchez          | 2/3/87/122/71,31 %      |                 |                     |                          |                          |  |  |                       |                       |  |  |                   |                   |
|  | Sergio Sánchez          | 2/3/87/122/71,31 %      | Serdar Gümüş0   | 2/3/121/190/63,68 % |                          |                          |  |  |                       |                       |  |  |                   |                   |
|  |                         |                         | Serdar Gümüş0   | 2/3/121/190/63,68 % |                          |                          |  |  |                       |                       |  |  |                   |                   |
|  |                         |                         |                 | Jean Reverchon      | 0/1/123/200/61,50 %      |                          |  |  |                       |                       |  |  |                   |                   |
|  | Jean Reverchon0         | 2/3/113/140/80,71 %     |                 | Jean Reverchon      | 0/1/123/200/61,50 %      |                          |  |  |                       |                       |  |  |                   |                   |
|  | Jean Reverchon0         | 2/3/113/140/80,71 %     |                 |                     |                          |                          |  |  |                       |                       |  |  |                   |                   |
|  | Eric Daelman            | 0/0/89/140/63,57 %      |                 |                     |                          |                          |  |  |                       |                       |  |  |                   |                   |
|  | Eric Daelman            | 0/0/89/140/63,57 %      | Jean Reverchon0 | 2/3/134/212/63,20 % |                          |                          |  |  |                       |                       |  |  |                   |                   |
|  |                         |                         | Jean Reverchon0 | 2/3/134/212/63,20 % |                          |                          |  |  |                       |                       |  |  |                   |                   |
|  |                         |                         |                 |                     | Kévin Tran               | 0/2/134/212/63,20 %      |  |  |                       |                       |  |  |                   |                   |
|  | Xavier Fonellosa        | 0/2/140/230/62,35 %     |                 |                     | Kévin Tran               | 0/2/134/212/63,20 %      |  |  |                       |                       |  |  |                   |                   |
|  | Xavier Fonellosa        | 0/2/140/230/62,35 %     |                 |                     |                          |                          |  |  |                       |                       |  |  |                   |                   |
|  | Kévin Tran              | 2/3/135/210/64,28 %     |                 |                     |                          |                          |  |  |                       |                       |  |  |                   |                   |
|  | Kévin Tran              | 2/3/135/210/64,28 %     | Serdar Gümüş0   | 2/3/154/222/69,36 % |                          |                          |  |  |                       |                       |  |  |                   |                   |
|  |                         |                         | Serdar Gümüş0   | 2/3/154/222/69,36 % |                          |                          |  |  |                       |                       |  |  |                   |                   |
|  |                         |                         |                 | Walter Bax          | 0/2/151/220/68,36 %      |                          |  |  |                       |                       |  |  |                   |                   |
|  | Michaël Hammen          | 2/3/85/122/69,67 %      |                 | Walter Bax          | 0/2/151/220/68,36 %      |                          |  |  |                       |                       |  |  |                   |                   |
|  | Michaël Hammen          | 2/3/85/122/69,67 %      |                 |                     |                          |                          |  |  |                       |                       |  |  |                   |                   |
|  | Emrah Tac               | 0/0/57/140/40,71 %      |                 |                     |                          |                          |  |  |                       |                       |  |  |                   |                   |
|  | Emrah Tac               | 0/0/57/140/40,71 %      | Michaël Hammen  | 0/1/106/170/62,35 % |                          |                          |  |  |                       |                       |  |  |                   |                   |
|  |                         |                         | Michaël Hammen  | 0/1/106/170/62,35 % |                          |                          |  |  |                       |                       |  |  |                   |                   |
|  |                         |                         |                 |                     | Joop de Jong             | 2/3//124/180/68,88 %     |  |  |                       |                       |  |  |                   |                   |
|  | Eric Vervliet           | 0/2/153/230/66,52 %     |                 |                     | Joop de Jong             | 2/3//124/180/68,88 %     |  |  |                       |                       |  |  |                   |                   |
|  | Eric Vervliet           | 0/2/153/230/66,52 %     |                 |                     |                          |                          |  |  |                       |                       |  |  |                   |                   |
|  | Joop de Jong            | 2/3//177/222/79,72 %    |                 |                     |                          |                          |  |  |                       |                       |  |  |                   |                   |
|  | Joop de Jong            | 2/3//177/222/79,72 %    | Joop de Jong    | 0/1/99/190/52,10 %  |                          |                          |  |  |                       |                       |  |  |                   |                   |
|  |                         |                         | Joop de Jong    | 0/1/99/190/52,10 %  |                          |                          |  |  |                       |                       |  |  |                   |                   |
|  |                         |                         |                 | Walter Bax          | 2/3/111/180/61,66 %      |                          |  |  |                       |                       |  |  |                   |                   |
|  | Walter Bax              | 2/3/103/130/79,23 %     |                 | Walter Bax          | 2/3/111/180/61,66 %      |                          |  |  |                       |                       |  |  |                   |                   |
|  | Walter Bax              | 2/3/103/130/79,23 %     |                 |                     |                          |                          |  |  |                       |                       |  |  |                   |                   |
|  | Jordi Oliver            | 0/0/57/122/46,72 %      |                 |                     |                          |                          |  |  |                       |                       |  |  |                   |                   |
|  | Jordi Oliver            | 0/0/57/122/46,72 %      | Walter Bax      | 2/3/136/200/68,00 % |                          |                          |  |  |                       |                       |  |  |                   |                   |
|  |                         |                         | Walter Bax      | 2/3/136/200/68,00 % |                          |                          |  |  |                       |                       |  |  |                   |                   |
|  |                         |                         |                 |                     | Baris Cin                | 0/1/121/190/63,68 %      |  |  |                       |                       |  |  |                   |                   |
|  | Baris Cin               | 2/3//135/204/66,17 %    |                 |                     | Baris Cin                | 0/1/121/190/63,68 %      |  |  |                       |                       |  |  |                   |                   |
|  | Baris Cin               | 2/3//135/204/66,17 %    |                 |                     |                          |                          |  |  |                       |                       |  |  |                   |                   |
|  | Sander Jonen            | 0/0/103/194/53,09 %     |                 |                     |                          |                          |  |  |                       |                       |  |  |                   |                   |

## Abschlusstabelle
| Phase           | Platz | Name             | MP | SP    | Punkte | mögl. Punkte | %       | Best %  |
| --------------- | ----- | ---------------- | -- | ----- | ------ | ------------ | ------- | ------- |
| Finale          | 1     | Serdar Gümüş     | 8  | 12:4  | 510    | 769          | 66,31 % | 74,28 % |
| Finale          | 2     | Walter Bax       | 6  | 11:5  | 501    | 730          | 68,63 % | 79,23 % |
| Halb- finale    | 3     | Jean Reverchon   | 4  | 7:5   | 370    | 552          | 67,02 % | 80,71 % |
| Halb- finale    | 3     | Joop de Jong     | 10 | 16:12 | 842    | 1258         | 66,93 % | 79,72 % |
| Viertel- finale | 5     | Sergio Sánchez   | 8  | 12:4  | 463    | 694          | 66,71 % | 77,14 % |
| Viertel- finale | 6     | Michaël Hammen   | 2  | 4:3   | 191    | 292          | 65,41 % | 69,67 % |
| Viertel- finale | 7     | Baris Cin        | 2  | 4:3   | 256    | 394          | 64,97 % | 66,17 % |
| Viertel- finale | 8     | Kévin Tran       | 6  | 11:10 | 568    | 896          | 63,39 % | 78,57 % |
| Achtel- finale  | 9     | Eric Vervliet    | 0  | 2:3   | 153    | 230          | 66,52 % | –       |
| Achtel- finale  | 10    | Eric Daelman     | 4  | 7:9   | 454    | 740          | 61,35 % | 70,00 % |
| Achtel- finale  | 11    | Sander Jonen     | 4  | 7:8   | 461    | 756          | 60,94 % | 73,83 % |
| Achtel- finale  | 12    | Xavier Fonellosa | 0  | 2:3   | 140    | 230          | 60,86 % | –       |
| Achtel- finale  | 13    | Jordi Oliver     | 4  | 6:7   | 320    | 571          | 56,04 % | 64,73 % |
| Achtel- finale  | 14    | Benoit Clement   | 4  | 8:9   | 421    | 807          | 52,16 % | 57,77 % |
| Achtel- finale  | 15    | Emrah Tac        | 4  | 8:8   | 391    | 760          | 51,44 % | 59,59 % |
| Achtel- finale  | 16    | Thomas Ahrens    | 0  | 0:3   | 45     | 117          | 38,46 % | –       |
| Quali- fikation | 17    | Marvin Heinrich  | 2  | 5:6   | 294    | 474          | 62,02 % | 76,66 % |
| Quali- fikation | 18    | Jean-Luc Miller  | 2  | 5:7   | 310    | 532          | 58,27 % | 62,35 % |
| Quali- fikation | 19    | Bernd Singer     | 2  | 6:6   | 272    | 516          | 52,71 % | 60,53 % |
| Quali- fikation | 20    | Manfred Hekerle  | 2  | 6:6   | 265    | 518          | 51,15 % | 60,00 % |
| Quali- fikation | 21    | László Tóth      | 2  | 6:6   | 294    | 534          | 55,05 % | 75,75 % |
| Quali- fikation | 22    | David Keller     | 2  | 4:7   | 261    | 514          | 50,77 % | 53,67 % |
| Quali- fikation | 23    | Werner Grewatsch | 0  | 3:9   | 248    | 492          | 50,40 % | –       |
| Quali- fikation | 24    | Markus Schuster  | 0  | 0:9   | 132    | 366          | 36,06 % | –       |